# Farid Simaika
Farid Simaika (in arabo فريد سميكة‎?; Alessandria d'Egitto, 12 giugno 1907 – Makassar, 11 settembre 1943) è stato un tuffatore egiziano.
Ha rappresentato l'Egitto ai Giochi olimpici di Amsterdam 1928, dove ha vinto la medaglia d'argento nel concorso della piattaforma e quella di bronzo nel trampolino.
Nel 1982 è divenuto membro dell'International Swimming Hall of Fame.

## Palmarès
- Giochi olimpici

Amsterdam 1928: argento nella piattaforma; bronzo nel trampolino.